# Jadwiga Lechicka
Jadwiga Lechicka (ur. 16 października 1898 w Krukienicach, zm. 20 kwietnia 1965 w Chełmży) – pedagog, historyk oświaty i wychowania.

## Życiorys
Jadwiga Lechicka urodziła się w Krukienicach, w rodzinie Andrzeja i Franciszki z Kuderewiczów. Szkołę powszechną ukończyła w Samborze. W okresie 1912–1914 działała w Związku Strzeleckim i harcerstwie w Samborze. Uczestniczyła w obronie Lwowa w 1918 i 1920. W 1920 zdała maturę w IV Gimnazjum Państwowym we Lwowie i rozpoczęła jednocześnie pracę nauczycielską w szkole oraz studia na Uniwersytecie Jana Kazimierza. Po ich ukończeniu mianowana została asystentem przy katedrze historii nowożytnej kierowanej przez A. Szelągowskiego. Wkrótce uzyskała doktorat z filozofii za pracę Pisma polityczne z czasów przedostatniego bezkrólewia. Przez cały czas pobytu we Lwowie uczyła historii i geografii w Gimnazjum Zofii Strzałkowskiej, oraz w działającym tamże Seminarium Nauczycielskim Żeńskim. W 1929 uzyskała stypendium Funduszu Kultury Narodowej i wyjechała na studia archiwalne do Paryża, Lunewill, Drezna, Wiednia i Gdańska. Po powrocie z zagranicy pracowała od jesieni 1930 jako wizytator w łódzkim kuratorium oświaty, w latach 1932–1936 piastowała to samo stanowisko w warszawskim kuratorium. Po odejściu z kuratorium pracowała w gimnazjum im J. Lelewela, gdzie uczyła historii i geografii.
Jej zainteresowania naukowe w tym czasie skupiały się na epoce oświecenia, publikowała także prace z zakresu metodyki nauczania historii. W ostatnich latach II RP podjęła próbę opracowania podręczników historii dla szkół średnich. Udało jej się ukończyć prace nad I i II cz. podręcznika dla liceum, ostatnie dwie części uległy zniszczeniu ze względu na wybuch wojny.
W okresie okupacji Lechicka brała aktywny udział w tajnym nauczaniu w Warszawie. Prowadziła tajne komplety gimnazjalne i licealne, z czasem włączyła się w tajne nauczanie na poziomie uniwersyteckim. Po powstaniu warszawskim została wysiedlona do Niemiec, skąd udało jej się powrócić już w 1945.
Po powrocie na krótko objęła obowiązki adiunkta na UŁ. Od 1946 jako adiunkt wykładała historię oświaty i wychowania, a także dydaktykę historii w nowo powstałym Uniwersytecie Mikołaja Kopernika w Toruniu. W Toruniu zorganizowała taż sekcję dydaktyczną przy miejscowym oddziale Polskiego Towarzystwa Historycznego i przez kilka następnych lat kierowała jego pracami.
Habilitowała się z dydaktyki historii i historii nowożytnej w 1947. Jako pracę habilitacyjną przedłożyła rozprawę pt. Dydaktyka historii – nie ukazała się drukiem. Była członkiem Towarzystwa Naukowego w Toruniu. Obowiązki docenta objęła w 1951, 6 lat później została mianowana profesorem nadzwyczajnym. W 1962 objęła kierownictwo Katedry Historii Polski i Powszechnej XV–XVIII wieku.
Zmarła 20 kwietnia 1965 w szpitalu w Chełmży. Pochowana została w rodzinnym grobowcu na Cmentarzu Komunalnym w Jarosławiu (sektor 22-B-5).

## Ordery i odznaczenia
- Krzyż Oficerski Orderu Odrodzenia Polski[5]
- Medal Niepodległości (22 grudnia 1931)[7]
- Medal 10-lecia Polski Ludowej (19 stycznia 1955)[8]
- Złota Odznaka Związku Nauczycielstwa Polskiego[5]

## Główne kierunki zainteresowań naukowych
- historia powszechna nowożytna
- historia Polski nowożytna
- historia oświaty
- dydaktyka historii

## Ważniejsze publikacje
- Wychowanie państwowe przy nauczaniu historii, [w:] Polska dydaktyka historii 1918–1939, Warszawa 1978.
- Rola dziejowa Stanisława Leszczyńskiego oraz wybór z jego pism. Roczniki Towarzystwa Naukowego w Toruniu, rocz. 54, 1949, z. 2.
- Źródła do dziejów Akademii Chełmińskiej, 1386–1815. Zakład Narodowy im. Ossolińskich (Wrocław), 1963.
- Józef Wybicki - życie i twórczość. Roczniki Towarzystwa Naukowego w Toruniu, rocz. 66, z. 1.
- W sprawie wyników nauczania historii w klasie I gimnazjum.